# Vincent Planté
Vincent Planté (Rijsel, 19 november 1980) is een Franse voetbaldoelman die sinds 2009 voor de Franse eersteklasser AS Saint-Étienne uitkomt. Gedurende seizoen 2010-2011 wordt hij verhuurd aan AC Arles. Eerder speelde hij voor AS Cannes en SM Caen.